# One Shot '80 Volume 13
One Shot '80 Volume 13 è la tredicesima raccolta di canzoni degli anni '80, pubblicata in Italia dalla Universal su CD (catalogo 314 5 83426 2) e cassetta (314 5 83426 4) nel 2001, appartenente alla serie One Shot '80 della collana One Shot.

## Tracce
Il primo è l'anno di pubblicazione del singolo, il secondo quello dell'album; altrimenti coincidono. 
1. Rick Astley – Together Forever – 3:24 (Mike Stock, Matt Aitken, Pete Waterman) – 1988, 1987
2. Propaganda – p:Machinery – 3:47 (testo: Ralf Dörper – musica: Michael Mertens) – 1985
3. The Psychedelic Furs – Heaven – 3:23 (Tim Butler, Richard Butler) – 1984
4. The Bangles – Manic Monday – 3:04 (Christopher) – 1986
5. Pete Wylie – Sinful! – 3:55 (Pete Wylie) – 1986
6. Heaven 17 – Temptation (maxi single version) – 4:38 (Glenn Gregory, Ian Craig Marsh, Martyn Ware) – 1983
7. Eighth Wonder – I'm Not Scared (album version) – 4:30 (Pet Shop Boys: Neil Tennant e Chris Lowe) – 1988
8. Rock Steady Crew – (Hey You) The Rock Steady Crew – 3:39 (Budd Dixon, Ruza Blue, Stephen Hague) – 1983
9. Curiosity Killed the Cat – Misfit – 4:03 (Tobias Andersen, Ben Volpeliere-Pierrot, Julian Brookhouse, Nicholas Thorp, Miguel Drummond) – 1986, 1987
10. A Flock of Seagulls – Wishing (If I Had a Photograph of You) (album version) – 5:30 (Mike Score, Alister Score, Frank Maudsley, Paul Reynolds) – 1982, 1983
11. The Cars – Shake It Up – 3:32 (Ric Ocasek) – 1981
12. Kim Wilde – Cambodia (single version) – 3:56 (Ricky Wilde, Marty Wilde) – 1981, 1982
13. ABC – Poison Arrow – 3:23 (Martin Fry, Mark White, Stephen Singleton, David Palmer) – 1982
14. Wendy & Lisa – Waterfall – 5:00 (Bobby Z. = Robert Rivkin, Wendy Melvoin, Lisa Coleman) – 1987
15. It's Immaterial – Driving Away from Home (Jim's Tune) – 4:11 (John Campbell, Jarvis Whitehead) – 1986
16. Miami Sound Machine – Dr. Beat – 4:23 (Enrique Garcia) – 1984
17. Captain Sensible – Brenda (part 1 & 2) – 7:27 (Raymond Burns, Robyn Hitchcock) – 1982
18. Glenn Medeiros – Nothing's Gonna Change My Love for You – 3:48 (Michael Masser, Gerry Goffin) – 1987